# モハメド・イクバル
モハメド・イクバル（M.イクバル、Mohammad Iqbal、1967年 - ）は、バングラデシュ出身の画家。東京藝術大学において博士号取得。現在はバングラデシュのダッカ大学芸術学部准教授。国内外での個展、国際展等にも多数参加。作品には澄んだ瞳の人、circle（円）、dot（水玉）などが描かれる事が多く、また精緻に描かれている所が特徴的である。

## 人物
1987年ダッカ大学芸術学部美術学士課程卒業。翌年、文部省国費留学生として来日。愛知教育大学大学院や広島市立大学を経て東京藝術大学大学院博士後期課程修了。
広島市立大学在籍時の2005年には第14回青木繁記念大賞公募展で大賞となり、外国人初のこの賞大賞となった。
彼の作品は日本では大阪府立現代美術センター、石橋美術館、バングラデシュではバングラデシュ国立美術館、バングラデシュ首相官邸などに所蔵されている。

## 活動歴
- 2019.11月 KOREA ART FESTIVAL ART FAIR（KINTEX＊韓国）
- 2019.9月 アートフェアアジア福岡2019（ホテルオークラ福岡＊福岡）
- 2019.8-9月 M.イクバル展（GALLERY APA＊愛知）
- 2019.6月 バングラデシュ・コンテンポラリーアート3人展AKA DOT（HOLBEIN Gallery＊大阪）
- 2018.5月 43rd solo painting Exhibition2018（HOLBEIN Gallery＊大阪）
- 2016.8月 M.イクバル展 solo painting Exhibition2016（茶屋町画廊＊大阪）